# Montealegre de Campos
Montealegre de Campos – gmina w Hiszpanii, w prowincji Valladolid, w Kastylii i León, o powierzchni 33,97 km². W 2011 roku gmina liczyła 126 mieszkańców.